# Musa tuberculata
Musa tuberculata là một loài thực vật châu Á nhiệt đới trong họ Chuối bản địa vùng Malesia (Brunei). Nó là một trong 14 loài chuối đặc hữu của đảo Borneo.